# Yucca rostrata
Yucca rostrata (englischer Trivialname: Big Bend-Yucca) ist eine Pflanzenart der Gattung der Palmlilien (Yucca) in der Familie der Spargelgewächse (Asparagaceae).

## Beschreibung
Yucca rostrata wächst solitär und bildet einen Stamm von 1 bis 4 Meter Höhe. Die variablen blauen bis blaugrünen, rauen Laubblätter sind 25 bis 60 cm lang und 1 bis 1,5 cm breit. Sie sind wie alle Vertreter der Sektion Chaenocarpa Serie Rupicolae an den Blatträndern fein gezahnt.
Der über den Blättern beginnende, dicht verzweigte Blütenstand wird 1 bis 2 Meter hoch. Die hängenden, glockigen, weißen, cremefarbenen Blüten sind 3 bis 6 cm lang und bis 3,5 cm breit. Die Blütezeit reicht von März bis April.
Sie ist verwandt mit Yucca thompsoniana einem weiteren Vertreter der Sektion Chaenocarpa Serie Rupicolae. Jedoch ist sie in allen Ausmaßen größer.
Yucca rostrata ist in Mitteleuropa frosthart bis −20 °C bei trockenem Stand in den Wintermonaten. Mit Schutz wird diese Art in der Sammlung von F. Hochstätter seit über einem Jahrzehnt kultiviert.

## Verbreitung
Yucca rostrata ist auf dem Edwards Plateau in Texas und in Mexiko in den Staaten Chihuahua, Coahuila auf Ebenen oder flachen Hügeln in steinigen Böden in Höhenlagen zwischen 600 und 800 m verbreitet. Diese Art wächst oft vergesellschaftet mit verschiedenen Agaven- und zahlreichen Kakteen-Arten.

## Systematik
Die Erstbeschreibung durch Georg Engelmann unter dem Namen Yucca rostrata ist 1902 veröffentlicht worden.

## Bilder
Yucca rostrata:

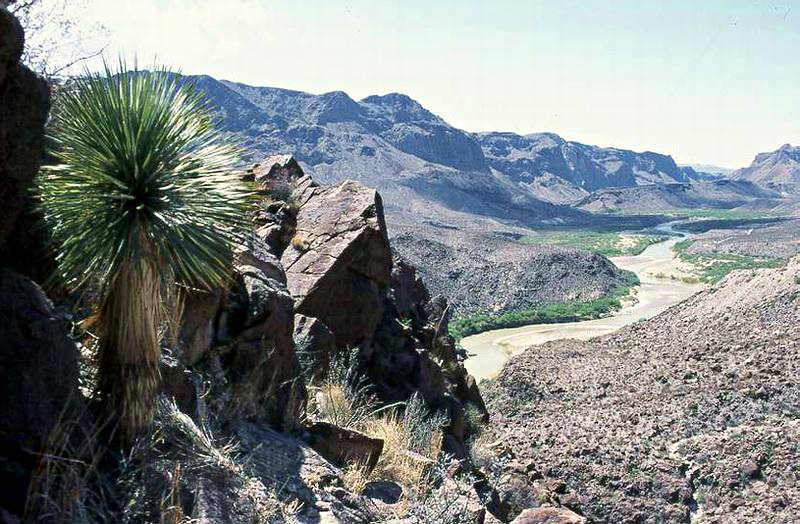
Am Rio Grande in Texas
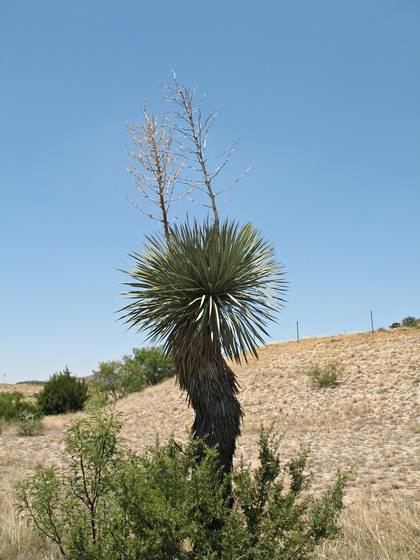
Altes Exemplar mit Blütenresten in Texas
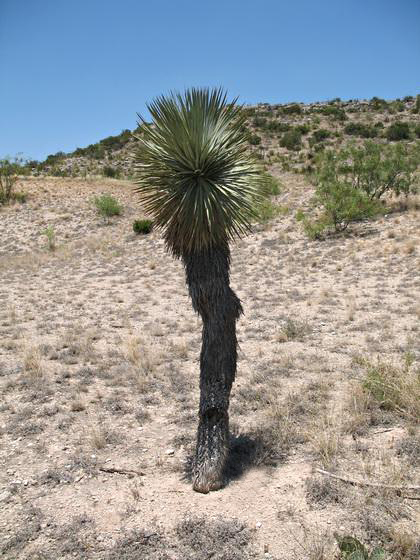
Im Mai in Texas
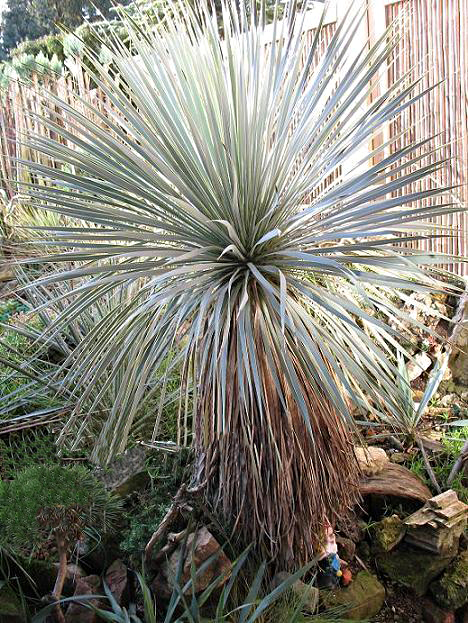
15 Jahre altes Exemplar in der Sammlung von F. Hochstätter in Mannheim in Kultur
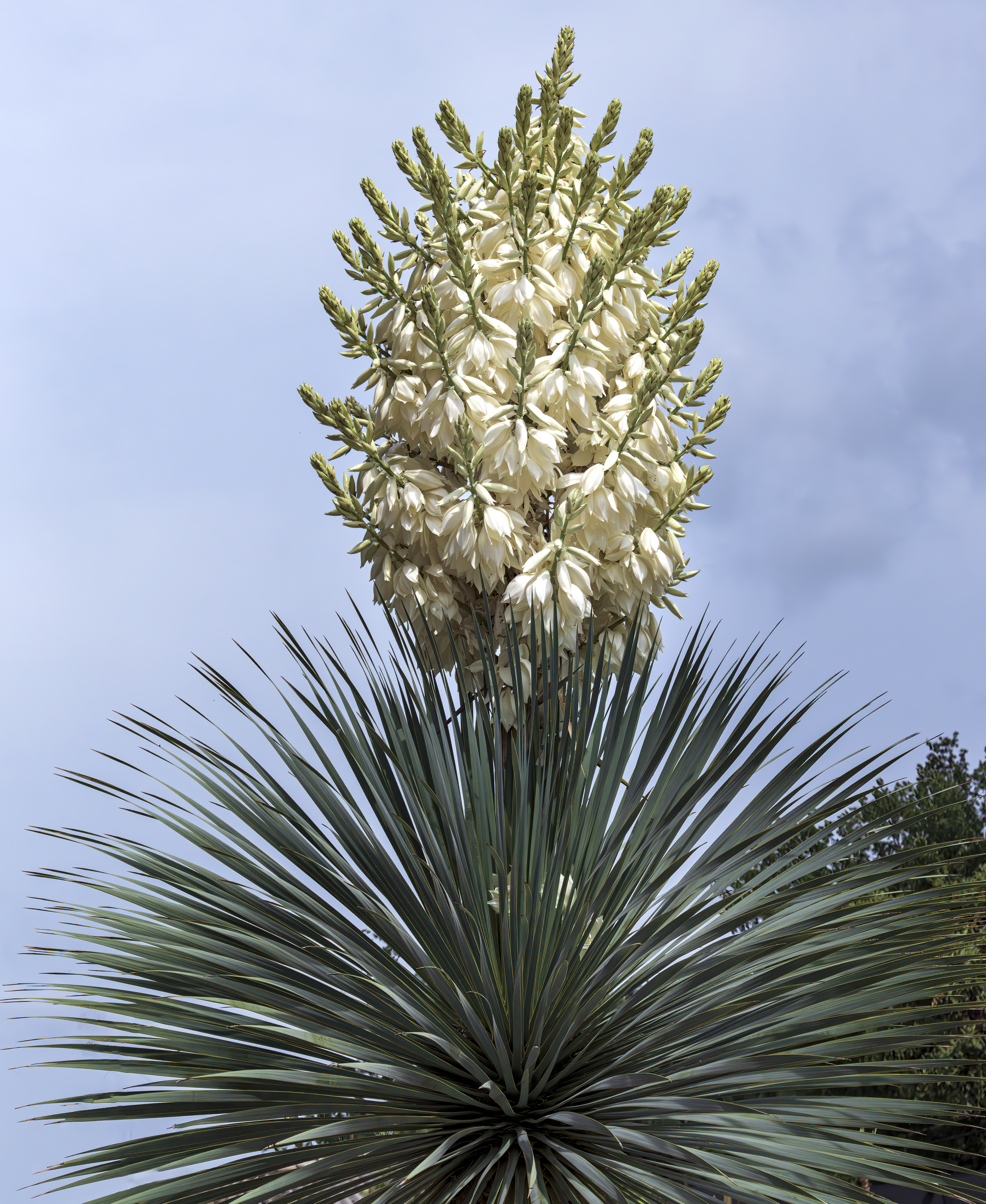
Yucca rostrata Blütenstand